# Hajlan
Hajlan (arab. حيلان) – wieś w Syrii, w muhafazie Aleppo. W 2004 roku liczyła 
719 mieszkańców.